# Nationale Boerenpartij - Alexandrescu
De Nationale Boerenpartij - Alexandrescu (Roemeens: Partidul Național Țărănesc–Alexandrescu, PNȚ-A) was een Roemeense politieke partij (1945-1948) en een afsplitsing van de Nationale Boerenpartij (PNȚ).
De PNȚ-A werd op 23 februari 1945 opgericht door de econoom Anton Alexandrescu (1905-1984), die tot dan toe lid was van de PNȚ. Anders dan die laatste partij was Alexandrescu voorstander van samenwerking met de Roemeense Communistische Partij (PCR) en sloot zich aan bij het door de communisten gedomineerde Nationaal-Democratisch Front (Frontul Național Democrat). Op 17 mei 1946 was de PNȚ-A met de PCR, de Roemeense Sociaaldemocratische Partij, het Ploegersfront, Nationaal-Liberale Partij-Tătărescu en de Nationale Volkspartij oprichter van het Blok van Democratische Partijen (Blocul Partidelor Democrate). Bij de verkiezingen van 1946 won het Blok 347 van de 414 zetels in de Grote Nationale Vergadering, waarvan er twintig naar de PNȚ-A gingen. Voorafgaand aan de verkiezingen van 1948 fuseerde onder druk van de PNȚ-A met het Ploegersfront. Alexandrescu verdween, na aanvankelijk carrière te hebben gemaakt in de beginjaren van het communistische regime (minister van Coöperaties 1946; hoofd van het Centraal Planbureau 1946-1951), reeds in 1951 op de achtergrond.

## Ideologie
De PNȚ-A opereerde op basis van het in 1934 aangenomen partijprogramma van de PNȚ.